# Onychoprion anaethetus
La sterna dalle redini (Onychoprion anaethetus, Scopoli 1869), è un uccello della sottofamiglia Sterninae nella famiglia Laridae.

## Tassonomia
Onychoprion anaethetus ha quattro sottospecie:
- Onychoprion anaethetus melanopterus
- Onychoprion anaethetus antarcticus
- Onychoprion anaethetus anaethetus
- Onychoprion anaethetus nelsoni

## Distribuzione e habitat
Questa sterna vive nelle regioni tropicali di tutto il mondo. La sottospecie melanopterus nidifica in Messico, nei Caraibi e in Africa occidentale. Le altre sottospecie, il cui numero è in discussione, vivono in Africa orientale, Penisola Arabica, Asia meridionale e orientale e Australasia. È di passo in Europa occidentale, Nuova Zelanda e su alcune isole dell'Oceano Indiano e Pacifico.

## Galleria d'immagini

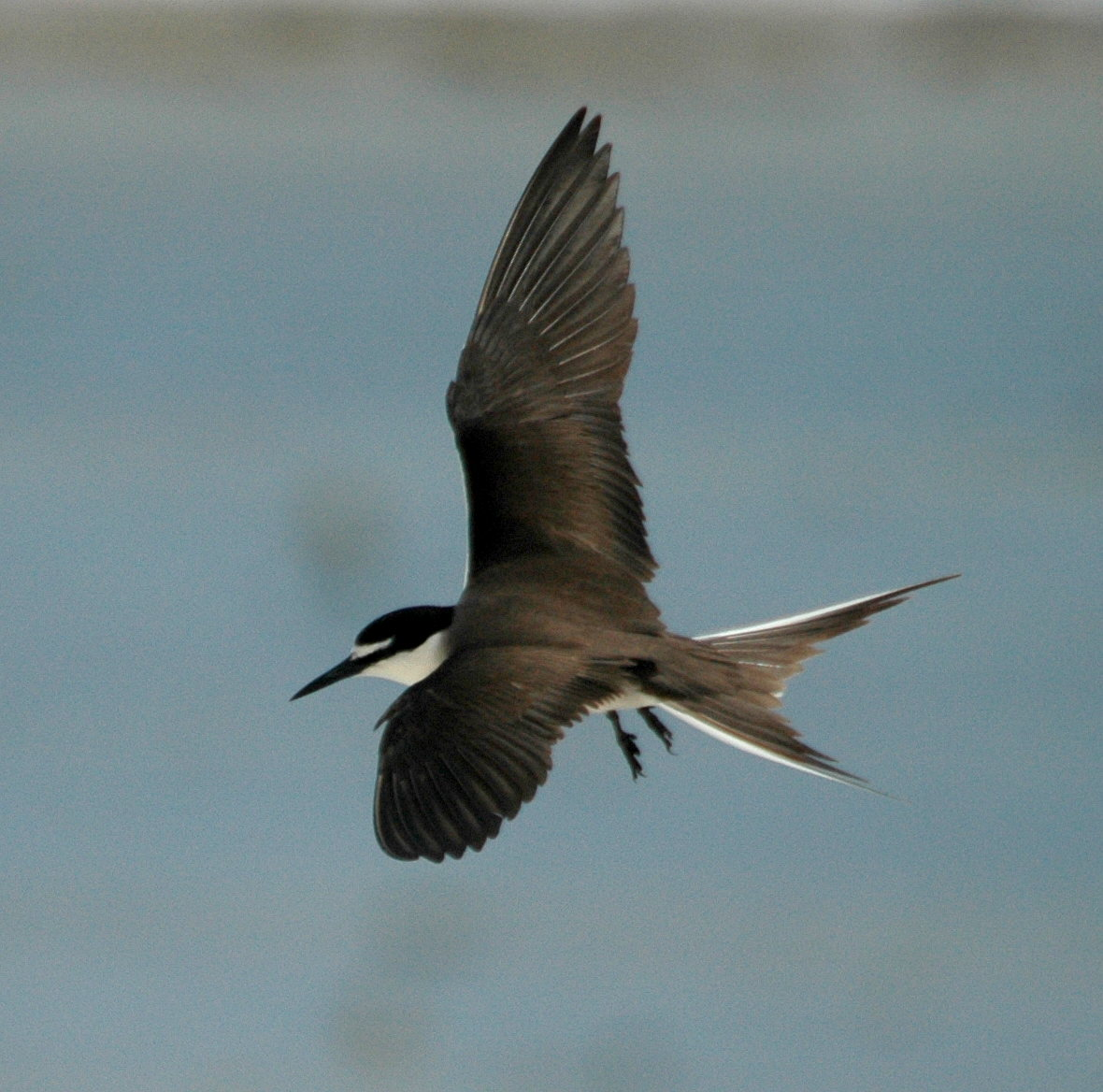
In volo
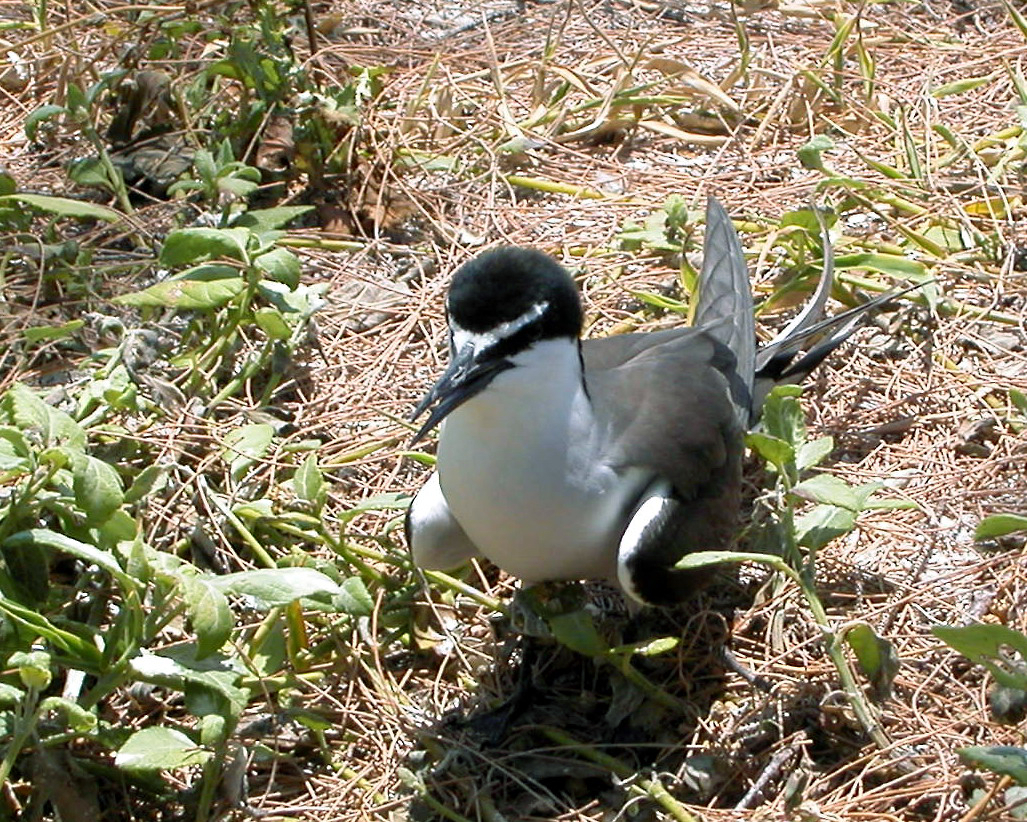
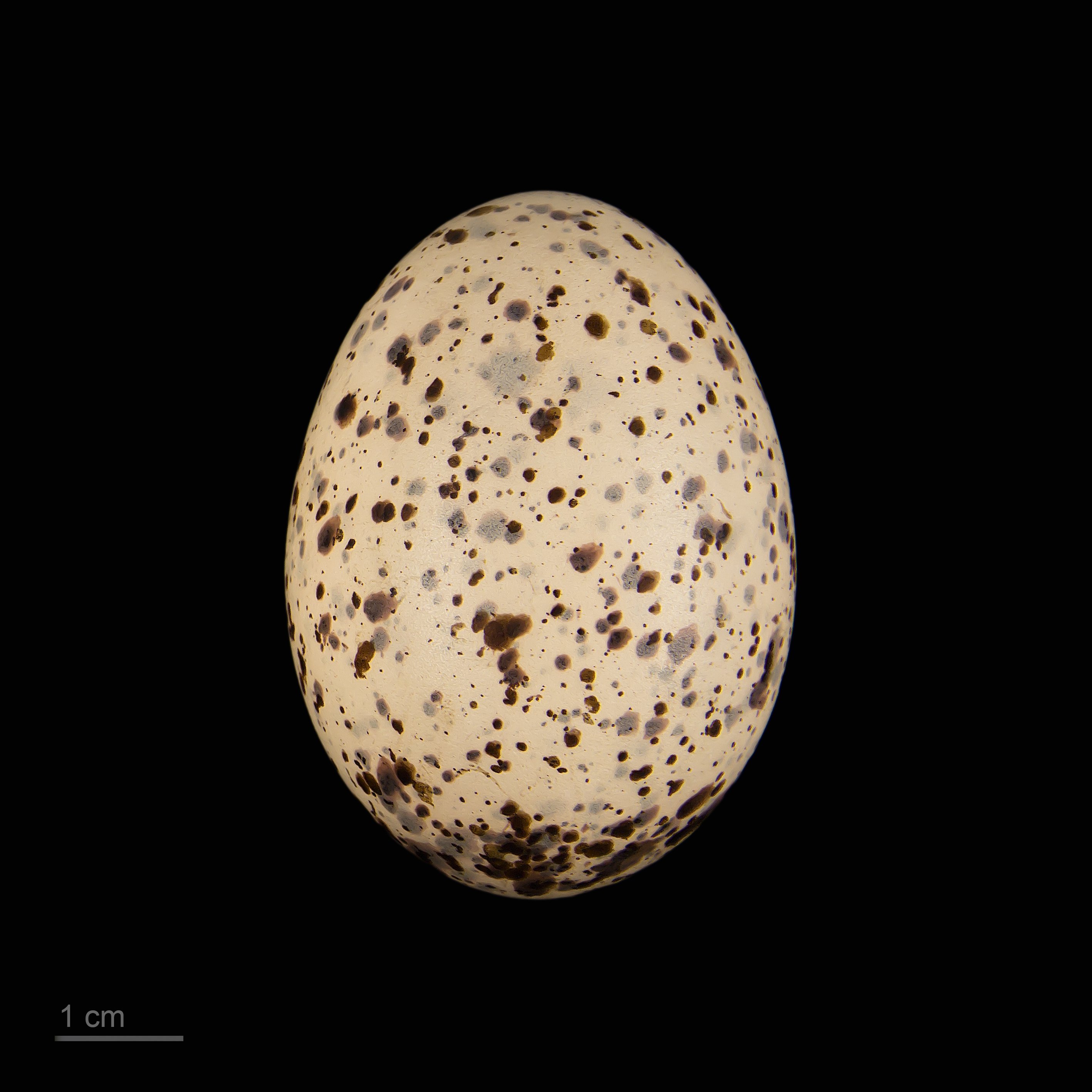
Museum specimen